# Kanton Una-Sana
Der Kanton Una-Sana (bosn. Unsko-Sanski Kanton, kroat. Unsko-sanska županija, häufig auch nur als USK verkürzt) ist einer der zehn Kantone in der Föderation Bosnien und Herzegowina. Er liegt im Nordwesten des Landes und hat seinen Verwaltungssitz in Bihać.
Der Kanton hat eine Fläche von 4.125 km².

## Geographie

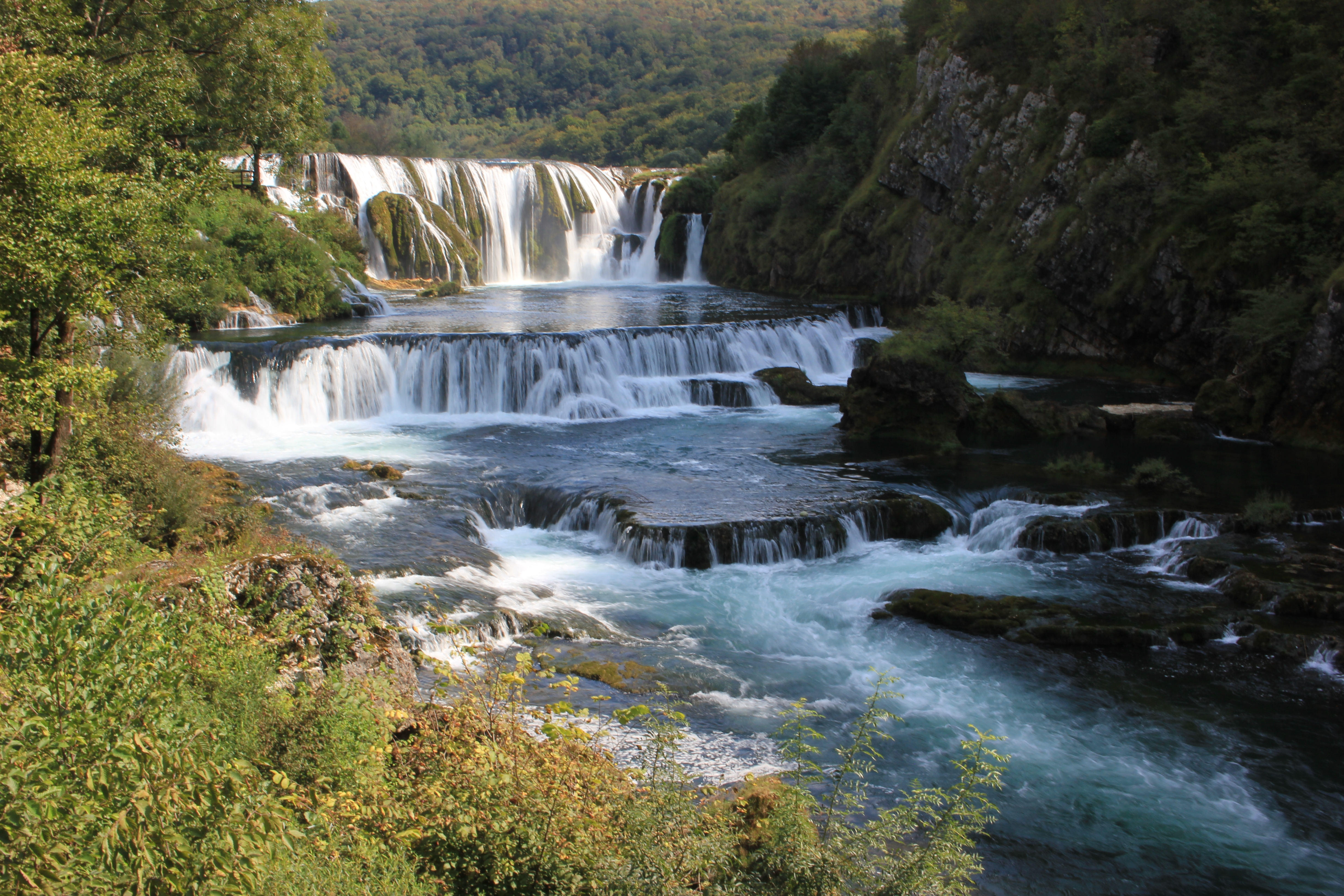
Wasserfall Štrbački Buk an der Una südlich von Bihać

Der Kanton grenzt im Norden an die kroatische Gespanschaft Sisak-Moslavina, im Osten und Südosten an die Republika Srpska, im Süden an den Kanton 10, sowie im Westen an die Gespanschaften Zadar und Lika-Senj. Historisch betrachtet umfasst er den westlichen Teil der sogenannten Bosanska Krajina (Bosnisches Grenzland). An die wichtige strategische Lage des Gebietes erinnern zahlreiche Burgruinen.
Die beiden größten Flüsse sind Una und Sana, welche dem Kanton seinen Namen geben. Zu den kleineren Gewässern zählen die Sanica im Osten, sowie die Glina, welche im Norden die Grenze zu Kroatien markiert.

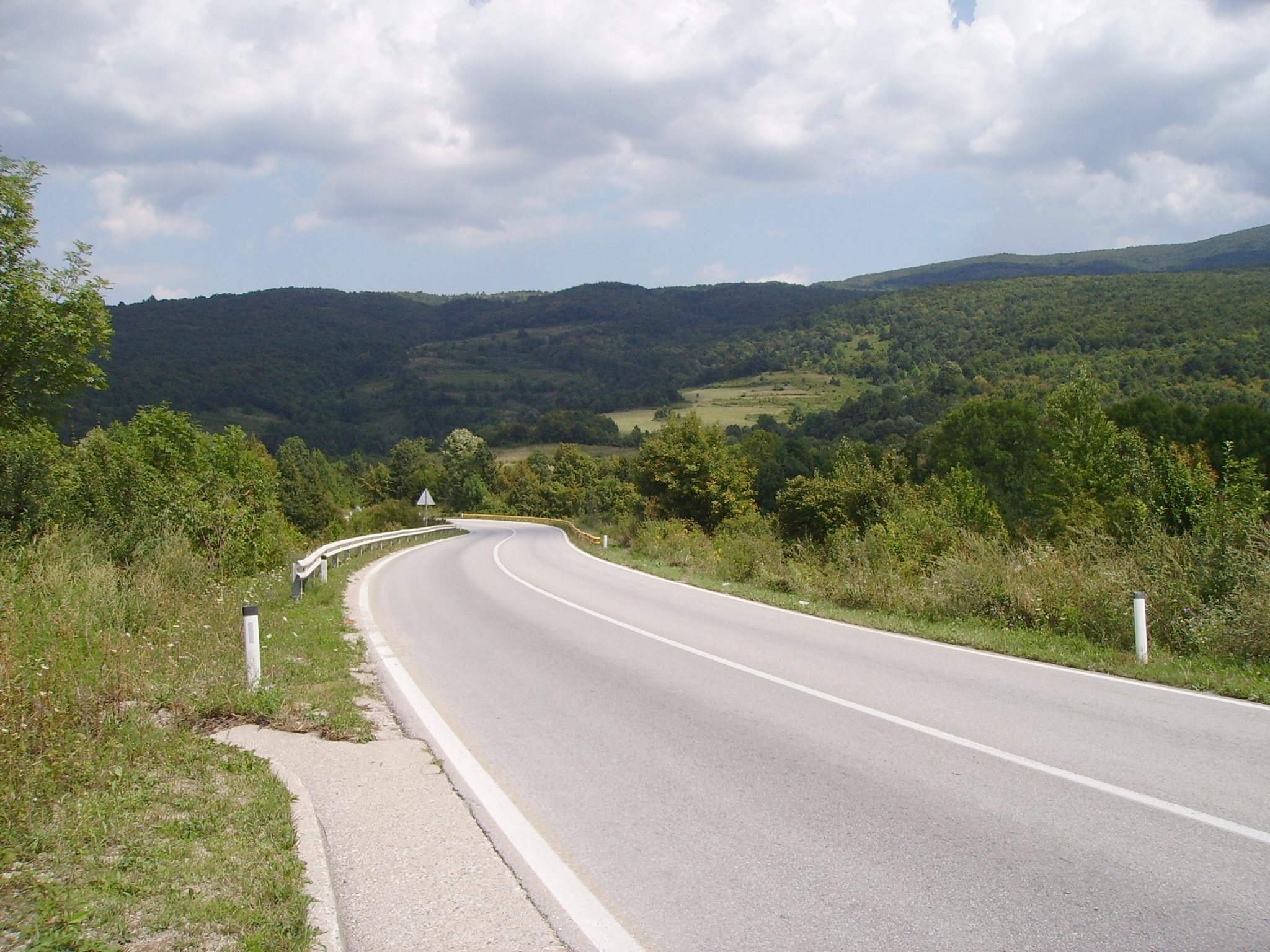
Die Magistralstraße M5 in Richtung Bihać aus Bosanski Petrovac

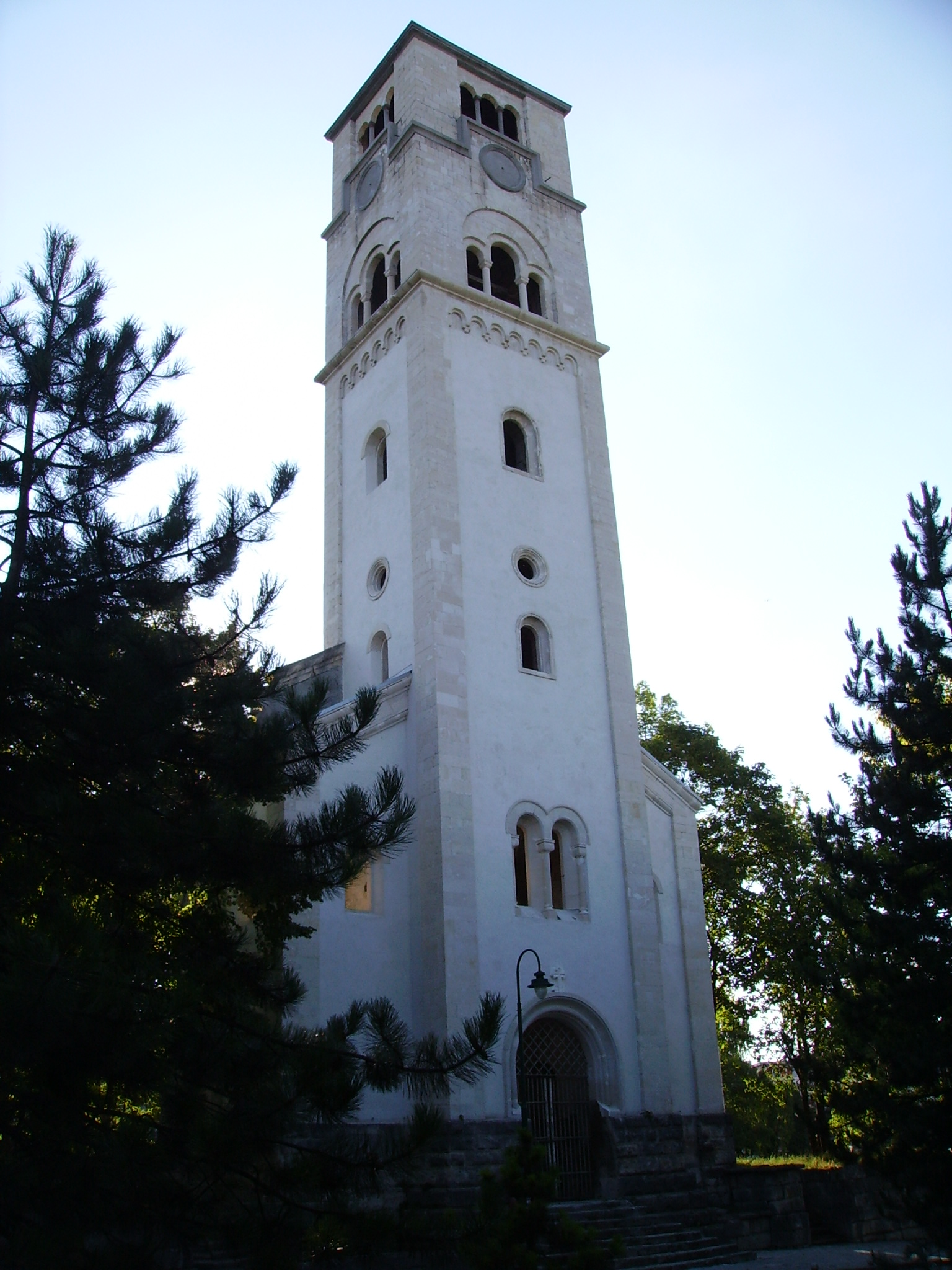
Der Turm der Antoniuskirche in Bihać

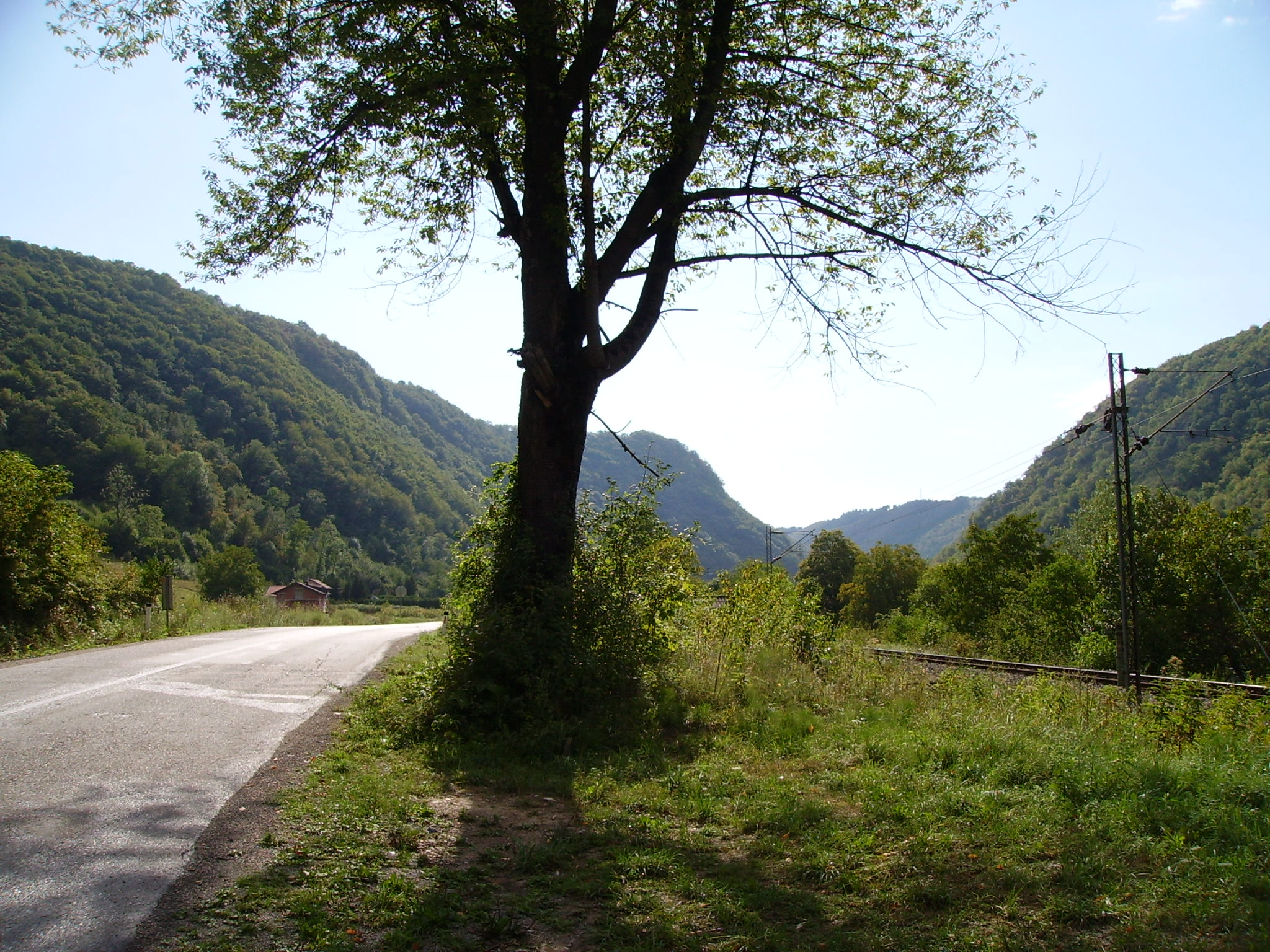
Im Tal der Una

Der Kanton Una-Sana ist topographisch viergeteilt. Der Nordwesten wird dominiert von den bewaldeten Mittelgebirgen der Banija, die sich an der kroatischen Grenze bei Bužim bis auf 630 m erheben. Im Osten und Süden schließt sich das größtenteils schluchtartige Tal der Una an. In dessen ausgedehntester Ebene liegt der Hauptort des Kantons, Bihać. Wiederum südöstlich befindet sich das unwegsame und dünn besiedelte Grmeč-Gebirge, dessen höchste Erhebung mit 1604 m der Crni Vrh („Schwarzer Gipfel“) ist. Den östlichsten Teil des Kantonsgebietes bildet das Tal der Sana mit den Städten Sanski Most und Ključ.
Westlich von Bihać – an der kroatischen Grenze – zählt ein Teil des Plješevica-Gebirges zum Kanton Una-Sana. Dessen 1649 m hoher Gipfel ist zugleich der höchste Punkt im Kanton. Südlich von Bihać gehört ein schmaler, etwa 30 km langer Gebietsstreifen mit den Orten Kulen Vakuf und Martin Brod zum Kanton. Hier befindet sich der Nationalpark Una mit zahlreichen Wasserfällen.

## Bevölkerung
Der Kanton hatte 2013 etwa 299.000 Einwohner. Es ist einer der fünf mehrheitlich bosniakischen Kantone der Föderation.

## Gemeinden im Kanton Una-Sana
- Cazin (69.411 Einwohner)
- Bihać (61.186 Einwohner)
- Velika Kladuša (44.770 Einwohner)
- Sanski Most (47.359 Einwohner)
- Bosanska Krupa (29.659 Einwohner)
- Ključ (18.741 Einwohner)
- Bužim (20.298 Einwohner)
- Bosanski Petrovac (7.946 Einwohner)

## Verkehr
Die wichtigsten Verkehrswege sind die Magistralstraßen 4-2, 5, 14 und 15. Die M4-2 beginnt auf bosnischem Territorium am Grenzübergang Maljevac und führt über Velika Kladuša und Cazin, bevor sie bei Ostrožac in die von Osten kommende M14 einmündet. Sie stellt die meistbefahrene Verbindung zwischen Kroatien und Bihać dar.
Die M5 beginnt am Grenzübergang Izačić und führt über Bihać und Bosanski Petrovac nach Ključ. Von dort aus verläuft sie weiter in Richtung Jajce und Sarajevo. Sie verbindet also den westlichen mit dem östlichen Teil des Kantons. Die M14 verläuft durch die Una-Schlucht und verbindet Bosanska Krupa mit Bihać, während die M15 durch das Sana-Tal führt und Ključ mit Sanski Most verbindet.
Mit der Una-Bahn verläuft eine Eisenbahnstrecke – von Knin kommend – im Tal der Una und hat Stationen u. a. in Martin Brod, Kulen Vakuf, Bihać, Bosanska Krupa und Bosanska Otoka. Sie wurde jedoch seit dem Bosnienkrieg nur zeitweise und nur auf der Teilstrecke von Bihać in Richtung Novi Grad von Personenzügen bedient.